# Capo Farvel

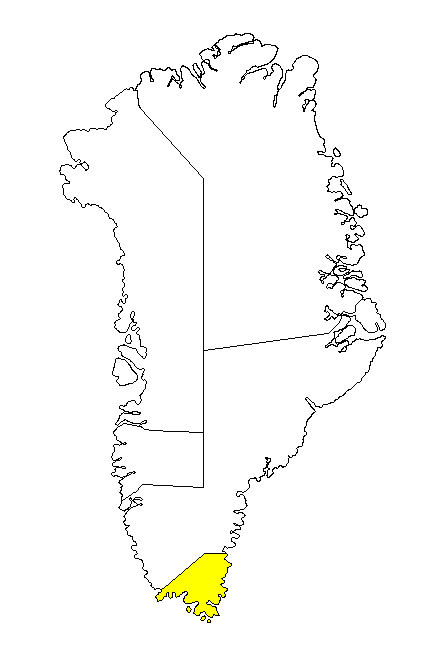
Comune di Kujalleq, dove si trova il Capo Farvel

Il capo Farvel (o Kap Farvel, o Ūmánarssuaq) è un capo della Groenlandia, il più meridionale (fin sotto il 60º parallelo). Si trova sull'isola Itilleq o Egger, in un arcipelago separato dal resto dell'isola dal Prins Christians Sund e si protende nell'oceano Atlantico, separandolo dal mare del Labrador a ovest; politicamente fa parte del comune di Kujalleq.